# Meelick (comté de Clare)
Ne doit pas être confondu avec Meelick (comté de Mayo) ou Meelick (comté de Galway).
Meelick (en irlandais : Míleac, secteur marécageux) est un petit village du comté de Clare, en Irlande, à quelques kilomètres au nord de Limerick, dans la zone de planification du Mid-West.

## Histoire
À partir de 1956, la région a abrité 161 réfugiés Hongrois fuyant la répression de l'Union soviétique dans leur pays (voir Révolution hongroise de 1956). Ils étaient logés dans Knockalisheen Camp, une caserne militaire désaffectée datant de l'Emergency (L'Urgence, neutralité de l'Irlande pendant la Seconde Guerre mondiale).
En 1957, des plaintes et des différends entre les réfugiés et les autorités concernant les conditions de vie et l'oisiveté ont conduit à une grève de la faim de masse. Au bout de trois jours, le Dáil et la Croix-Rouge irlandaise ont négocié la fin de la grève. À l'été 1958, la plupart des réfugiés ont été autorisés à s'installer en Allemagne et aux États-Unis, quelques-uns ont choisi de rester en Irlande. Pendant leur séjour au camp, les 51 enfants ont fréquenté l'école locale de filles de St Munchin où on leur a enseigné l'anglais et l'irlandais. Depuis les années 1990, le camp est à nouveau utilisé pour héberger des demandeurs d'asile majoritairement issus de pays africains.

## Communauté
Le village dispose d'un club GAA local et d'un centre communautaire. Une taverne et une boutique sont maintenant fermées.
Le village de Meelick était situé dans une zone communément appelée Stonepark, où se trouvent l'église et l'école. Cependant, au début des années 1980, le développement de lotissements a commencé là où vivent maintenant la majorité des résidents de Meelick.[réf. nécessaire] 
Avant cela, Meelick ne méritait même pas une place sur les cartes et même avec le développement de nouveaux logements et l'augmentation de la population qui en a résulté, Meelick est encore visible sur très peu de cartes. 
Les trois principaux lotissements construits Ballycannon Heights, Elton Court et Kylevoher ont été complétés par deux nouveaux domaines, Elmwood et Glen Abhainn au tournant du XXe siècle.[réf. nécessaire] 
Cappantymore, Moneen, Stonepark (l'emplacement d'origine du village), Woodcock Hill et Ballycannon Nord constituent d'autres zones résidentielles près de Meelick.[réf. nécessaire]

## People
- Michael Brennan, lieutenant-général des forces armées en 1931-1940, né à Meelick.